# Julébrus
 (avril 2024).
Julebrus ou jolebrus (en français : « soda de Noël ») est une boisson gazeuse norvégienne (soda), brassée par la plupart des brasseries norvégiennes comme boisson de Noël pour les mineurs, à la place du traditionnel juleøl (en français : bière de Noël), mais qui est également très populaire parmi les adultes. 
Julebrus se présente sous la forme d'un rouge pétillant, de fraise ou de framboise, ou d'un brun pâle, semblable à celui de la bière, selon la brasserie ou la marque.  